# Petalostylis
Petalostylis R.Br., 1849 è un genere di piante della famiglia delle Fabacee endemico dell'Australia.

## Tassonomia
Il genere comprende due sole specie:
- Petalostylis cassioides (F.Muell.) Symon
- Petalostylis labicheoides R.Br.